# Bernard Oguki-Atakpah
Bernard Oguki-Atakpah (* 1. Februar 1919 in Atakpamé, Französisch-Togo; † 26. Februar 1977 in Afagnan) war ein togoischer römisch-katholischer Geistlicher und Bischof von Atakpamé.

## Leben
Bernard Oguki-Atakpah empfing am 14. Januar 1951 das Sakrament der Priesterweihe.
Am 29. September 1964 ernannte ihn Papst Paul VI. zum ersten Bischof von Atakpamé. Papst Paul VI. spendete ihm am 3. Dezember desselben Jahres in Bombay die Bischofsweihe; Mitkonsekratoren waren der Erzbischof von Cape Coast, John Kodwo Amissah, und der Koadjutorerzbischof von Adelaide, James William Gleeson.
Oguki-Atakpah nahm an der dritten und vierten Sitzungsperiode des Zweiten Vatikanischen Konzils teil. Am 10. April 1976 nahm Papst Paul VI. das von Bernard Oguki-Atakpah vorgebrachte Rücktrittsgesuch an.